# Theophanu
Theophanu (Grieks: Θεοφανώ, Theophano of Θεοφάνια, Theophania - "door wie God zich toont") (Constantinopel, ca. 960 - Nijmegen, 15 juni 991) was een Byzantijnse prinses, een (aangetrouwde) nicht van de Byzantijnse keizer Johannes I Tzimiskes. Op 14 april 972 huwde zij op ongeveer twaalfjarige leeftijd met keizer Otto II en werd zodoende keizerin van het Heilige Roomse Rijk. Na de dood van Otto II werd zij regentes voor haar zoon keizer Otto III.

## Afkomst en huwelijk
Otto I had voor zijn zoon Otto II, om een Byzantijnse prinses gevraagd om zo op passende wijze een verdrag te verzegelen tussen het Heilige Roomse Rijk en het Byzantijnse Rijk. Een onverstandige verwijzing door de paus in een brief aan de keizer van Constantinopel had de eerste ronde van de onderhandelingen tot een abrupt einde gebracht doordat hij in de brief  de keizer bestempelde als "Grieks", in plaats van als "Romanoi" (Romeins), net op het moment dat Otto's ambassadeur, Liutprand van Cremona, aan het Byzantijnse hof verbleef. Maar na de kroning van een nieuwe keizer konden de onderhandelingen weer worden hervat en tot een goed einde worden gebracht.
Theophanu arriveerde begin 972 in grootse stijl in Ravenna, vergezeld van een indrukwekkend gevolg (genoemd worden architecten, geestelijken en een vrouwelijke hofhouding) en grote rijkdommen. Bisschop Diederik I van Metz, die de voorafgaande drie jaren in Italië de gevechten tegen de Byzantijnen had aangevoerd, begeleidde nu haar en haar gevolg naar Rome. Volgens de kronikeur Thietmar van Merseburg was Theophanu echter niet de virgo desiderata (gewenste maagd), een echte keizerlijke prinses, zoals het Saksische gezelschap verwachtte; zijn collega Widukind van Corvey noemde haar een "meisje" (puella), waaruit valt af te leiden dat ze niet ouder dan 13 jaar was. Keizer Otto I de Grote kreeg van sommigen in zijn gevolg het advies haar terug te sturen, doch negeerde dit. In haar huwelijksoorkonde staat ze beschreven als de neptis (nicht) van keizer Johannes I Tzimiskes (Ιωάννης α’ Τσιμισκής). Theophanu Skleraina was een dochter van Konstantinos Skleros (Κωνσταντίνος Σκληρός, 935-991), een broer van de valse keizerkandidaat Bardas Skleros (Βάρδας Σκληρός). Haar moeder was Sophia Phokaina (Σοφία Φώκαινα, geb. 945), een nicht van de vermoorde vorige keizer Nikephoros II Phokas (Νικηφόρος β’ Φοκας). Haar vaders zuster, Maria Skleraina (Μαρία Σκλήραινα), was de eerste echtgenote van Tzimiskes. De conclusie luidt derhalve dat Theophanu een aangetrouwd familielid van de Byzantijnse keizerlijke families was (langs vaderskant een nicht van Johannes I Tzimiskes, langs moederskant een achternicht van Nikephoros II Phokas) en dat zij van Armeense afkomst was.

## Gezin

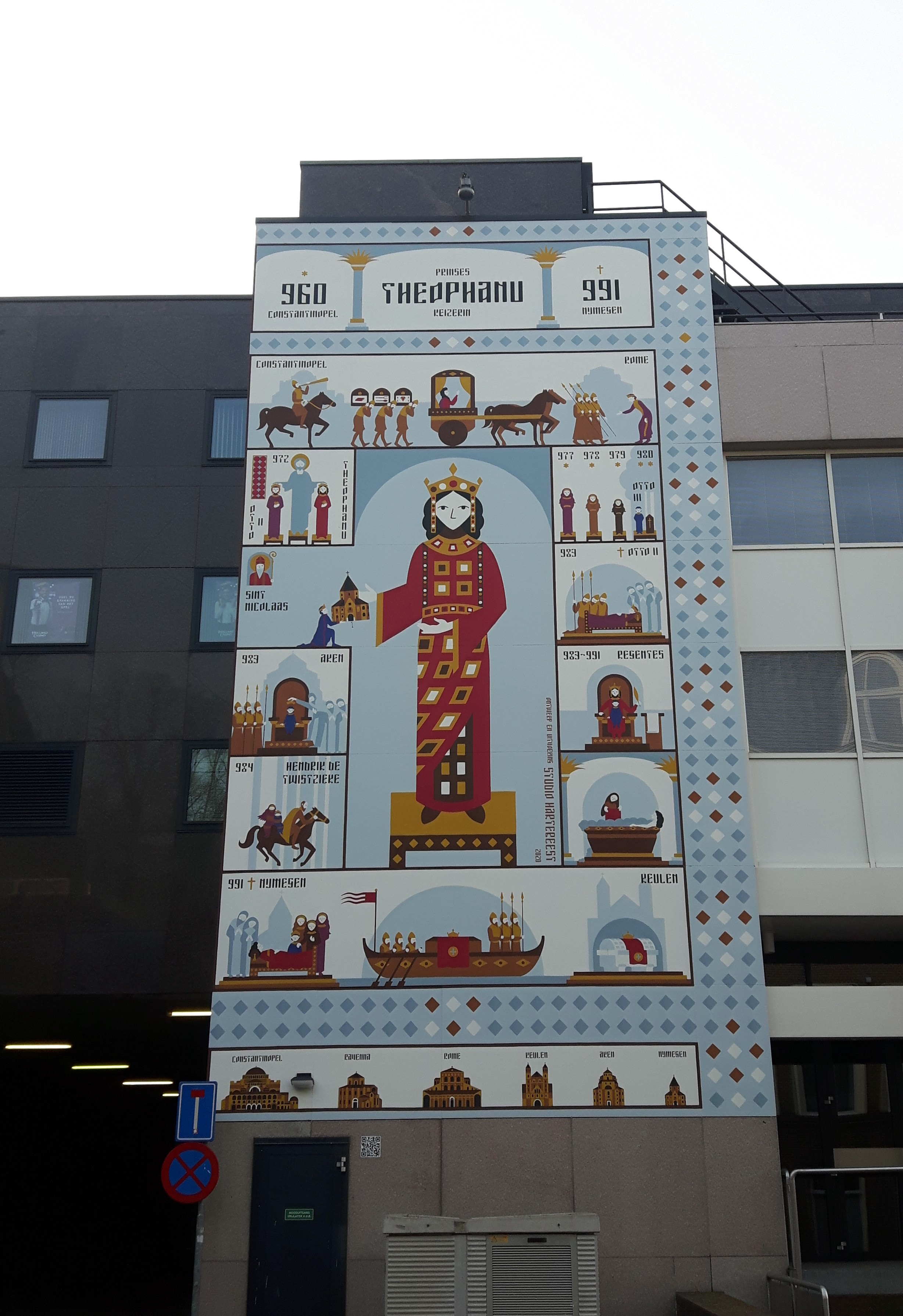
Muurschildering Theophanu
door Gerco Hiddink en Maaike van den Heuvel, Veerpoorttrappen, Nijmegen

Theophanu en Otto werden op 14 april 972 door paus Johannes XIII in de Sint-Pietersbasiliek in de echt verbonden. Dezelfde dag werd Theophanu in Rome tot keizerin van het Heilige Roomse Rijk gekroond. Volgens de huwelijksoorkonde van keizerin Theophanukreeg ze als bruidsschat gebieden in de Nederlanden (Walcheren, Wichelen en de Abdij van Nijvel evenals Tiel), in Italië, in het huidige Duitsland en Istrië. Het paar kreeg vijf kinderen, het eerste toen de keizerin ongeveer 18 jaar was:
- Adelheid (juli 977–1045), non in de Abdij van Quedlinburg, waar haar tante Mathilde van Quedlinburg abdis was, en tijdens zijn opstand eveneens ontvoerd door Hertog Hendrik II van Beieren (bijgenaamd der Zänker - de Twistzieke). Ze werd pas non in oktober 995, op haar 18e, nadat er in het rijk twee jaar lang hongersnood was voorgekomen.[9] In 999 werd ze zelf abdis van Quedlinburg, 1014 van Gernrode, 1024 van Sticht Vreden en in 1039 van de Abdij van Gandersheim
- Sophia (ca. augustus 978 – eind januari 1039), opgevoed in de Abdij van Gandersheim waar haar tante Gerberga II abdis was; ze werd waarschijnlijk al non in 987 en was vanaf 1002 abdis van Gandersheim en vanaf 1012 ook abdis van Sticht Essen
- Mathilde (979 – Echtz, 1025), werd opgevoed in het Sticht Essen, waar haar gelijknamige tante eveneens abdis was. Ze huwde met paltsgraaf Ezzo van Lotharingen en werd moeder van tien kinderen, waaronder Richeza, koningin van Polen.
- Otto III, (juni/juli 980–1002), tot Rooms keizer gekroond op 21 mei 996
- Een dochter, een tweelingzusje van Otto, dat vóór 8 oktober 980 stierf.

De tweeling werd geboren ergens in het Ketelwald/Reichswald, terwijl Theophanu onderweg was van Aken naar Nijmegen.

## Levensloop

### Kinderjaren
Er zijn geen Byzantijnse bronnen die het hebben over Theophanu. In de huwelijksoorkonde wordt zij ook aangeduid als clarissima, wat betekent dat zij tot een hoge kaste in Byzantium behoorde, de Λαμπροτατοι (Lamprotatoi – "zeer roemrijken"). Alles wijst erop dat zij werd opgevoed aan het Byzantijnse hof.

### Medekeizerin
Theophanu kreeg als morgengave nog te veroveren gebieden in Zuid-Italië, maar ook vele andere goederen, o.a. in de Nederlanden UUalacra, Wichelen met de abdij van Nijvel en bezittingen bij Tiel. Met Walacra werd overigens een veel groter deel van de Scheldedelta bedoeld dan enkel het eiland Walcheren, het betreft met name ook de Vier Ambachten, terwijl de huidige Westerschelde nog gevormd moest worden en de huidige rivierbedding dus als destijds bewoond kan worden verondersteld. Als bruidsschat bracht ze Capua en Benevento in, gebieden die feitelijk nog moesten worden veroverd. Deze regeling rond hun huwelijk kan een belangrijke drijfveer voor Otto zijn geweest in zijn latere poging om Zuid-Italië te veroveren.
De in de huwelijksoorkonde vastgelegde rechten van Theophanu werden later nog sterk uitgebreid met andere gebieden in Thüringen en Nedersaksen, o.a. door een oorkonde van 29 april 974, die haar status sterk verhoogde. Hierdoor had ze, net als haar schoonmoeder Adelheid, macht en invloed in grote delen van het rijk aan beide zijden van de Alpen. Ze sprak Grieks en Latijn en leerde vervolgens ook Duits.
Na de dood van Keizer Otto I de Grote (9 mei 973) verslechterde de relatie tussen het jonge paar en zijn weduwe Adelheid, vooral door onenigheid over haar materiële en territoriale rechten als weduwe; waarschijnlijk reeds eind 974 trok Adelheid zich terug in Bourgondië.
Het hof van de Ottonen wordt omschreven als peripatetisch en militair, wat inhield dat het zich voortdurend onder gewapende begeleiding verplaatste door het rijk, van de ene palts naar de andere; in de zomer van 978 moesten ze (Theophanu was in verwachting van Sophia) uit de Akense koningspalts vluchten wegens een plotse inval van koning Lotharius van Frankrijk, wat in september door Otto II met een efficiënte strafexpeditie naar Frankrijk werd beantwoord. Hij verwoestte onder andere Laon en wist zijn kamp in Montmartre op te slaan, maar leed ernstige verliezen bij zijn terugtocht. Tijdens een bespreking in 980, te Margut-sur-Chiers, sloot Otto vrede met Lotharius.
Vervolgens trok het paar de Alpen over, waarna het in december 980 in Padua tot een officiële verzoening kwam tussen hen en Adelheid. Theophanu vergezelde haar echtgenoot op vrijwel al diens reizen en zou pas in 984 de terugreis aanvangen, in zeer gewijzigde omstandigheden. Zij ondertekende inmiddels ook onder haar eigen naam documenten als keizerin. Vanaf hun gezamenlijk vertrek naar Italië eind 980 blijkt uit de oorkonden dat haar invloed duidelijk toenam. Haar drie dochters werden onder toezicht van tantes elk in een andere abdij opgevoed. Haar zoontje vergezelde zijn ouders voortdurend, behalve toen hij na zijn verkiezing tot koning in Verona (wegens de samenstelling van het rijk uit vele vorstendommen gebeurde dit apart ten zuiden en ten noorden van de Alpen) werd toevertrouwd aan Willigis, de aartsbisschop van Mainz, voor zijn kroning in Aken.
Het doel van Otto's reis naar Italië was politiek en meervoudig: zijn eigen macht en die van Paus Benedictus VII herstellen; en in Zuid-Italië de binnenvallende Saracenen tot staan brengen. Het eerste doel behaalde hij (hij ontving in Rome vele Europese vorsten en nam tevens zo genadeloos weerwraak op de tegenstanders van de Paus dat het hem de bijnaam "il Rosso" opleverde) en ook zijn veldtocht in het zuiden verliep aanvankelijk gunstig; maar na de desastreuze slag bij Crotone in juli 982 diende hij zich terug te trekken naar Salerno, waar het gezin (en ook Adelheid) het hele najaar van 982 bleven; het voorjaar werd in Rome doorgebracht. Op 7 december 983 overleed Otto II plotseling, aan malaria en een overdosis als laxeermiddel gebruikte aloë vera. Hij werd begraven in Rome.

### Keizerin-regentes

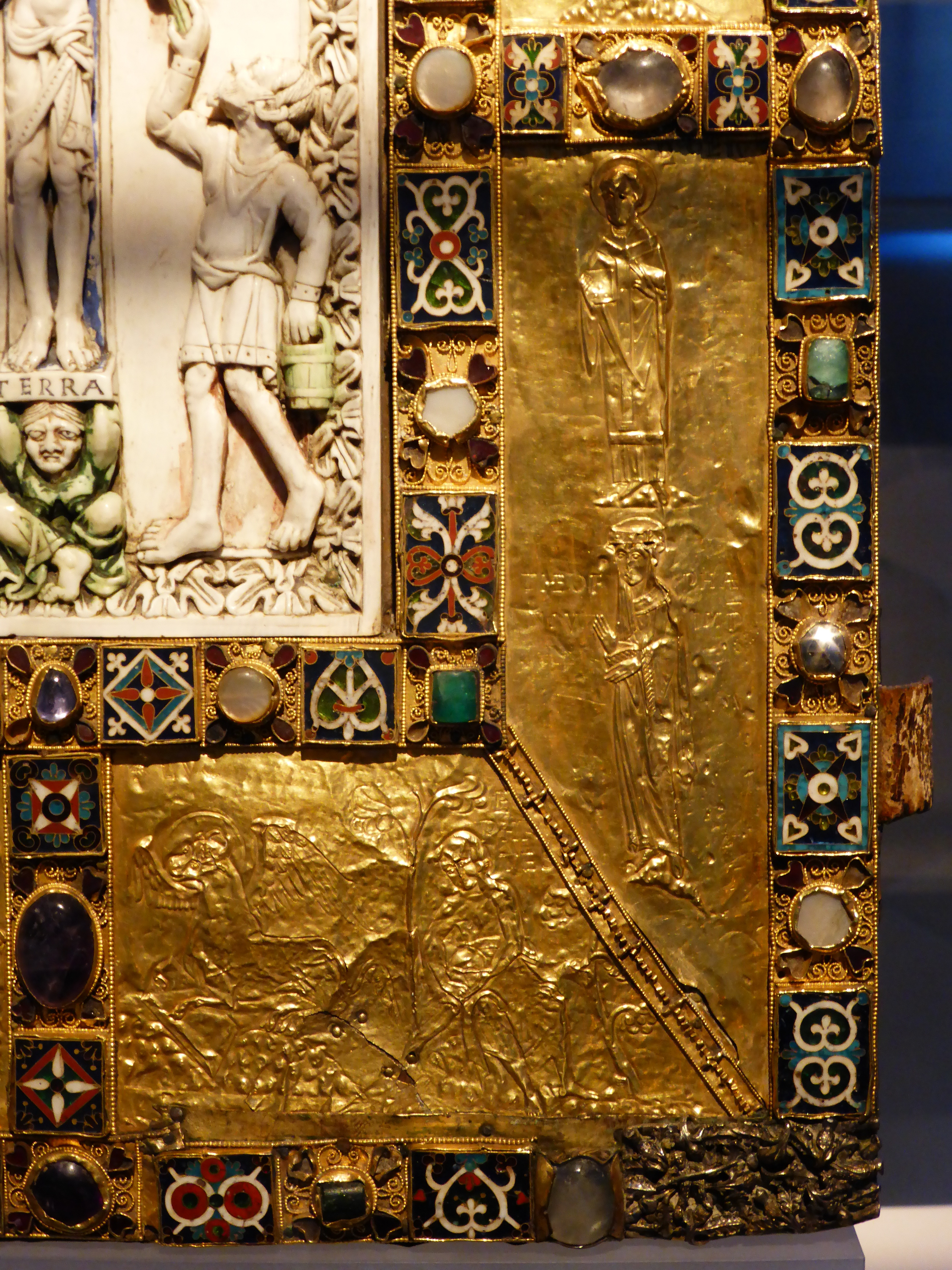
Detail voorkant Codex Aureus Epternacensis met rechtsonder Theophanu

De toen driejarige Otto III was in mei 983 in Verona tot koning gekozen. Hij werd op 25 december 983 door Willigis en andere bisschoppen en edelen in Aken tot koning gekroond, terwijl het bericht van de dood van de keizer hen nog niet had bereikt. In het belang van het kind en dat van het rijk steunden Theophanu en Adelheid elkaar. Theophanu benoemde zichzelf tot keizerin-regentes namens haar zoon. Zowel Hendrik de Twistzieke als Lotharius van Frankrijk kwamen in aanmerking om als voogd op te treden, maar konden ook met het kind rivaliseren als troonopvolger. Toen Hendrik in het voorjaar van 984 Otto III en zijn zusje Adelheid ontvoerde en onderbracht in de burcht Ala bij Goslar, kozen de meeste edelen, geleid door Gerbert van Aurillac en Willigis, dan ook voor Theophanu en Adelheid. Hij werd gedwongen om de troonopvolger op 29 juni 984 in het Thüringse Rohr weer terug te geven aan zijn moeder. Ook het zusje werd kort daarop vrijgelaten en in 985 onderwierp Hendrik zich officieel in Frankfurt am Main aan Theophanu als keizerin-regentes (door zich in tranen voor haar neer te werpen, in aanwezigheid van zijn tante Adelheid en nicht Mathilde van Quedlinburg); hij was vanaf dat moment haar trouwe vazal. Adelheid verbleef de volgende jaren in Bourgondië en Italië.
In 984 viel Lotharius van Frankrijk opnieuw het hertogdom Lotharingen binnen (overigens met Gerbert van Aurillac aan zijn kant) en bezette Verdun; een jaar later wist Theophanu het gebied opnieuw in te lijven.
Het nieuws van het debacle bij Crotone leidde tot een grote opstand onder de westelijke Slavische volkeren ten oosten van de Elbe, die er veel recent gebouwde versterkingen en kerken vernielden. Nog voor de dood van Otto II werd een belangrijke overwinning op hen behaald bij de Tanger, maar het duurde tot 986 voor de inmiddels allebei aan Theophanu loyaal geworden Mieszko I van Polen en Boleslav II van Bohemen (zij hadden aanvankelijk Hendrik de Twistzieke gesteund) de situatie onder controle brachten. Otto III nam op zijn zesde aan de veldtocht deel en kreeg na afloop een kameel ten geschenke van Mieszko.
Hoewel Hendrik de Twistzieke het recht had als voogd op te treden heeft hij hier geen aantoonbaar gebruik van kunnen maken, aangezien Theophanu samen met haar schoonmoeder Adelheid als regentes optrad, met steun van Willigis, Hildebold van Worms (bisschop van Worms) en bisschop Notger van Luik. In 986 werd zij gehuldigd door de vorsten van Bohemen en Polen. Het volgende jaar steunde zij de verkiezing van Hugo Capet tot koning van Frankrijk (3 juli 987), omdat hij een kandidaat was die geen aanspraken maakte op Lotharingen.
Adelheid had bloedverwanten in meerdere delen van het oude Karolingische rijk: Haar dochter uit haar eerste huwelijk, Emma van Italië, was gehuwd met koning Lotharius van Frankrijk en haar nicht Gisela was zelfs de vrouw van Hendrik de Twistzieke, zodat ze de belangen van de Ottonen niet eenduidig behartigde. In 987 werd Adelheid uit haar positie als regentes gezet. Theophanu regeerde nu alleen als "imperatrix augusta" namens de nog minderjarige Otto III en duidde zich in 990 in één oorkonde zelfs aan met de mannelijke titel "imperator augustus".
Meermaals waren er ernstige zorgen over haar gezondheidstoestand, bijvoorbeeld in het voorjaar van 975, zoals uit een schenkingsoorkonde van Otto II voor de abdij van Fulda blijkt. In de zomer van 988 dienden Otto III en zijn moeder een voorgenomen reis naar Italië (waarvan de reden onduidelijk is gebleven) uit te stellen en aan het Bodenmeer te blijven, eveneens wegens een ziekte van Theophanu; hun dankbaarheid voor haar herstel werd daarna door beiden geuit in een oorkonde, die naar alle waarschijnlijkheid doelt op het voorblad van de Codex Aureus Epternacensis, waarop zij beiden staan afgebeeld. Pas in oktober 989, na de aanstelling van haar dochter Sophia tot non in de Abdij van Gandersheim (bij het begin van de zogenaamde Gandersheimer Strijd tussen de bisdommen Mainz en Hildesheim, waarbij Theophanu als bemiddelaarster was opgetreden), reisde ze zonder haar zoon naar Rome (Kerstdag 989). Op haar terugreis bezocht ze Ravenna en Padua, waar haar schoonmoeder nu gewoonlijk resideerde, maar ze ondertekende ook daar oorkonden (waaronder in Ravenna de ene met de mannelijke titel) zonder Adelheid te vermelden.
Toen Theophanu op 15 juni 991 in de Valkhofpalts te Nijmegen na een ziekbed van enkele weken overleed, deed Adelheid geen moeite om haar vreugde te verbergen. Zij verbood zelfs herdenkingen voor haar en bij haar graf. Omdat Otto III nog een kind was, nam Adelheid in oktober 991 (in het slot Bodfeld bij het huidige Elbingerode) het regentschap weer over, totdat Otto in 995 oud genoeg was om zelf te regeren – en haar van het hof verwijderde. Otto III liet zich daarna, op 21 mei 996, in Rome tot keizer kronen.

## Betekenis en persoonlijkheid
Na de dood van Theophanu werd haar lichaam in een plechtige optocht over de Rijn van Nijmegen naar Keulen gevaren, waar ze volgens haar wens werd begraven in het Pantaleonklooster. Bij leven had ze dit klooster begunstigd door onder andere een nieuwe voorgevel aan de kerk te laten bouwen, vanwege de uit Byzantium afkomstige relieken van de patroonheilige. Ze had ook relieken van Albanus van Engeland vanuit Rome naar het klooster laten brengen voor een altaar bij haar graf. In veel oorkonden komen haar heiligenverering en vroomheid tot uiting. Zij was het die naast andere heiligen ook Sint-Nicolaas in West-Europa introduceerde.
Van 985 tot 991 regeerde ze als de machtigste vrouw van West-Europa en in april 991 was ze met Pasen op de Rijksdag in Quedlinburg als dusdanig door de verzamelde vazallen en buitenlandse vorsten gehuldigd. Volgens de Annalen van Quedlinburg had Theophanu "door haar macht het ganse rijk als met een keten samengebonden". Sommigen schrijven haar en Otto III een pan-Europees ideaal van een bond van gelijkwaardige naties toe, maar bij haar zoon valt wel het streven terug te vinden opnieuw het antieke christendom te doen herleven met als kernwaarden Rome, de paus en de Ottoonse keizer.

Haar schoonmoeder Adelheid was niet de enige waarmee de relatie ambivalent en wisselend was; de ommezwaai van Gerbert van Aurillac werd hoger vermeld (In 999 werd hij dan weer door Otto III aangesteld tot paus Silvester II) en eerder koos Diederik I van Metz bijvoorbeeld partij voor Hendrik de Twistzieke tijdens diens opstand. Zijn opvolger Alpertus van Metz beschrijft Theophanu als een onaangename, spraakzame vrouw. De gewoonten en voorkeuren die ze meenam uit haar Byzantijnse opvoeding werden door sommigen opgevat als decadentie, bijvoorbeeld dat zij zich eens per dag baadde en een voorliefde voor luxe kleding en sieraden had (ze was ook erg gesteld op haar huwelijksoorkonde). Ze wordt gezien als de persoon die de vork in West-Europa invoerde – chroniqueurs maken melding van de verbazing die zij veroorzaakte toen ze gebruik maakte van een "tweetandige gouden vork" om voedsel naar haar mond te brengen, dit in plaats van hiervoor haar handen en vingers te gebruiken, zoals toentertijd de norm was. Maar met name Odilo van Cluny, die op voorspraak van Adelheid tot abt van Cluny was aangesteld en zich later inspande voor de heiligverklaring van Adelheid, zette Theophanu in een vrij kwaad daglicht en gebruikte de wisselende conflicten tussen Adelheid en de andere Ottonen als een van de argumenten voor de heiligverklaring. De latere theoloog Petrus Damiani beweerde zelfs dat "de keizerin" ("imperatrix" – hij noemt Theophanu niet bij naam, zodat het de vraag is hoe betrouwbaar deze informatie is), een affaire zou hebben gehad met Johannes Philagathos, een Griekse monnik uit Zuid-Italië, die huisleraar van Otto III was en korte tijd regeerde als tegenpaus.

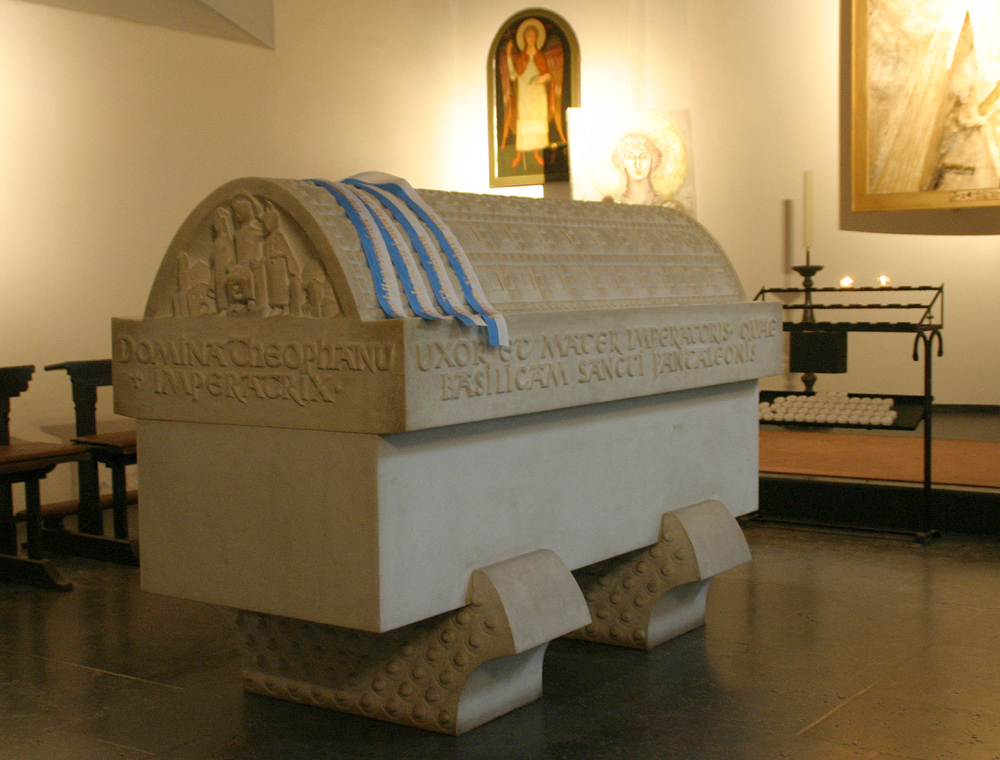
Sint-Pantaleonkerk (Keulen): sarcofaag van keizerin Theophanu, ontworpen door Sepp Hürten

Overigens wijst alles erop dat ze ook goede relaties onderhield, met name met haar schoonzus Mathilde, de dochter van Adelheid en eerste abdis van de Abdij van Quedlinburg en van 997 tot 999 ook regentes over Duitsland namens Otto III).
Via de tien kinderen van haar jongste dochter Mathilde was Theophanu in vrouwelijke lijn de voorouder van veel Oost-Europese dynastieën.
Thangmar van Hildesheim noemt haar "uitermate wijs" ("sapientissima"). In de "Annales Magdeburgenses" wordt ze ten tijde van haar huwelijk beschreven als "welbespraakt van aard, met zeer fijne gelaatstrekken" ("ingenio facundam, vultuque elegantissima").
De kroniekschrijver Thietmar van Merseburg loofde Theophanu als volgt:
"Hoewel zij van het zwakke geslacht was, bezat zij de eigenschappen matigheid, betrouwbaarheid en, wat in Griekenland zeldzaam is, goede omgangsvormen. Op deze manier beschermde zij met mannelijke waakzaamheid de koninklijke macht voor haar zoon, vriendelijk voor al diegenen die eerlijk waren, maar met angstaanjagende superioriteit tegen rebellen."
Meerdere kroniekschrijvers, waaronder zowel Alpertus als Thietmar, vermelden de culturele uitstraling die bijvoorbeeld haar hof te Nijmegen had; van paus Gregorius V wordt de opvoeding geprezen die hij daar had genoten. Thietmar noemt haar ook vroom en wijst daarbij vooreerst op haar banden met abdijen. Ook haalt hij het feit aan dat ze streefde naar herstel van het bisdom Merseburg nadat keizer Otto II dit in 981, kennelijk tegen haar wens in, had opgeheven. Het was pas in 1004 dat keizer Hendrik II de Heilige dit door haar gestelde doel kon verwezenlijken.
Van Georg Friedrich Händel ging in 1723 de opera "Ottone" in première, een fantasieverhaal (libretto door Nicola Francesco Haym) rond het huwelijk van Otto II met Theophanu, waarbij de rol van deze laatste werd vertolkt door Francesca Cuzzoni. De Duitse componist Paul Graener baseerde in 1918 zijn opera "Theophano" op haar persoon, het libretto werd geschreven door Otto Anthes.
Sinds begin 21e eeuw zijn er meerdere geromantiseerde biografieën over haar verschenen (Bv.).